# Kari Byron

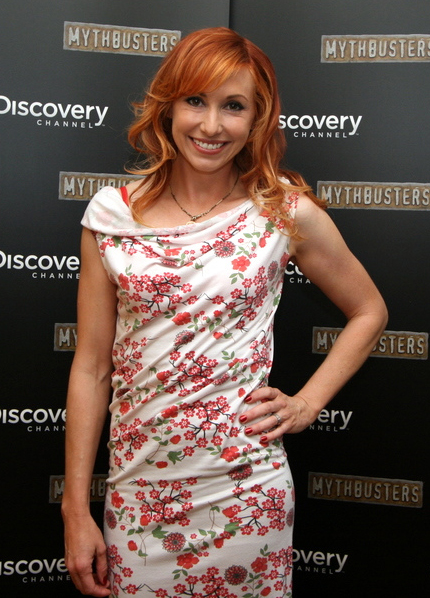
Kari Byron 2010

Kari Elizabeth Byron (* 18. Dezember 1974 in der San Francisco Bay Area, Kalifornien) ist eine US-amerikanische Bildhauerin, Malerin und Fernsehmoderatorin. Bekannt wurde sie vor allem durch die Fernsehsendung MythBusters – Die Wissensjäger.

## Leben
Nachdem sie ihr Studium in den Fächern Film und plastische Gestaltung an der San Francisco State University beendet hatte, unternahm Kari Byron zunächst einige Reisen, ehe sie begann, als Malerin und Bildhauerin zu arbeiten. Sie hatte mit ihren Werken einige erfolgreiche Ausstellungen in namhaften Galerien in San Francisco. Ihre gestalterischen Fähigkeiten und ihr Hang zu Gelegenheitsjobs führte sie bald in den Bereich der Modellgestaltung und der Schaffung von Prototypen im Spielzeugbereich, so dass sie einen Job bei M5 Industries, einem Unternehmen, das 1997 von Jamie Hyneman gegründet worden war, bekam. Über ihn kam Kari Byron auch zu ihrer Rolle bei MythBusters beim Discovery Channel.
Kari Byron war von 2006 bis 2020 mit dem Künstler Paul Urich verheiratet. Das Paar hat eine Tochter. Kari Byron ist Atheistin und Pescetarierin.

## Moderatorin
Bei MythBusters war Byron Co-Moderatorin in einem Team mit Tory Belleci und Grant Imahara und arbeitete mit Adam Savage und Jamie Hyneman zusammen. In der Sendung wurde versucht, unterschiedlichen Mythen auf den Grund zu gehen. Jeder von ihnen betreute einen eigenen Bereich innerhalb der Show. Ihre erste Aufgabe war es ein Modell ihres Hinterteils anfertigen zu lassen, um dem Gerücht nachzugehen, dass die Vakuumtoiletten in Flugzeugen genügend Kraft aufbringen könnten, eine Person durch den Unterdruck zu verletzen. Seit der zweiten Staffel der Show hatte sie mit ihrem Team eine größere Rolle übernommen. Während der zweiten Hälfte des Jahres 2009 war Byron im Mutterschaftsurlaub, bei MythBusters wurde sie in dieser Zeit durch Jessi Combs vertreten. Byron schied nach 2014 endgültig 2016 aus.
Von 2010 bis 2011 hatte Kari Byron ihre eigene Fernsehserie Head Rush auf dem Science Channel. Die Sendung richtete ihren Schwerpunkt auf die wissenschaftliche Bildung besonders für Jugendliche. Des Weiteren moderierte Byron in den Jahren 2010 und 2011 zwei Ausgaben von Large, Dangerous Rocket Ships für den Science Channel. Es folgten weitere Engagements in verschiedenen Formaten.

## Filmografie/Moderationen (Auswahl)
- 2003–2014, 2016: MythBusters – Die Wissensjäger (MythBusters, 200+ Folgen)[8]
- 2005–2006: Beyond Tomorrow (7 Folgen)
- 2006: Late Show with David Letterman (eine Folge)
- 2010/2011: Large, Dangerous, Rocket Ships (Moderation)
- 2011: Conan (Gastauftritt, Folge: The Unbearable Lightness of Light Beer)
- 2011: Punkin Chunkin 2011 (Moderation)
- 2012: Sharkzilla
- 2012: G4 Presents Comic Con 2012 Live (Fernsehshow)